# Ла Пас (Южна Долна Калифорния)
Вижте пояснителната страница за други значения на Ла Пас.
Ла Пас (на испански: La Paz) е столица на щата Южна Долна Калифорния в Мексико. Ла Пас е с население от 215 178 жители (по данни от 2010 г.). Две фериботни линии свързват Ла Пас, който се намира на полуострова Долна Калифорния, с основната част на Мексико. В Ла Пас се намира Международно летище Мануел Маркес де Леон.